# Amt Großalmerode
Das Amt Großalmerode war von 1817 bis 1821 ein Verwaltungs- und Gerichtsbezirk des Kurfürstentums Hessen.

## Geschichte
Nach dem Ende des Königreichs Westphalen wurde die Landgrafschaft Hessen-Kassel 1813 als Kurfürstentum Hessen neu gebildet. Die alte Verwaltungsstruktur wurde wiederhergestellt und das Amt Kassel-Neustadt entstand neu. 1814 wurde aus dem Amt Kassel-Neustadt die Stadt Großalmerode, Epterode, Eschenstruth, Helsa, Oberlaussungen, Trubenhausen, Uengsterode und Wickenrode als eigenes Amt Großalmerode ausgegliedert.
1821 wurde in Kurhessen die Trennung der Rechtsprechung von der Verwaltung eingeführt. Das Amt Großalmerode wurde aufgehoben. Die Verwaltungsaufgaben übernahm für Eschenstruth, Helsa und Oberlaussungen der Kreis Kassel für den Rest der Kreis Witzenhausen, die Gerichtsaufgaben das Assistenzamt Großalmerode im Justizamt Witzenhausen. 1832 wurde das Assistenzamt Großalmerode zum Justizamt Großalmerode aufgewertet.